# Nationell Tidning
Nationell Tidskrift, från 1930 under namnet Nationell Tidning, var organ för Sveriges nationella ungdomsförbund (senare namnändrat till Sveriges nationella förbund). Tidskriften började ges ut 1918 i Stockholm, utkom en gång i månaden och kostade inledningsvis tre kronor om året. Redaktörer var Per Uno Bolinder, E. Augustson och (från juni 1924) E.P. Ekgren. Tidskriften lades ned 1962.